# Chiesa di San Martino Vescovo (Cercivento)
La chiesa di San Martino Vescovo, o pieve di San Martino, è la parrocchiale di Cercivento, in provincia ed arcidiocesi di Udine; fa parte della forania della Montagna.

## Storia
La prima citazione di una chiesa a Cercivento risale al 1358. Questa chiesa era, allora, filiale della pieve di Gorto. Il coro dell'edificio fu riedificato nel 1640.
Poiché nella seconda metà di quel secolo la chiesa medioevale versava in pessime condizioni, si decise di demolirla e di erigerne al suo posto un'altra. L'attuale parrocchiale venne costruita tra il 1685 ed il 1698 e consacrata il 21 luglio 1701 dal patriarca di Aquileia Dionisio Delfino. Nel 1794 l'arcivescovo di Udine Pietro Antonio Zorzi conferì a questa chiesa il titolo di pieve. Nel 1912 la parrocchia di Cercivento passò dall'arcidiaconato di Gorto al neo-costituito vicariato di Paluzza. Infine, nel luglio 2018, in seguito alla soppressione della forania di Paluzza, la chiesa fu aggregata alla nuova forania della Montagna.

## Interno
Opere di pregio conservate all'interno della chiesa sono un ex-voto del 1655 dedicato alla Madonna della Cintura, l'altar maggiore, costruito nel 1749 da Sebastiano Pischiutti ed impreziosito da due statue dei Santi Martino e Giovanni Battista, scolpite nel XVIII secolo da Francesco Bonazza, il pulpito ligneo, scolpito da Eugenio Manzoni e da Giovanni Francesco Mangani, il marmoreo battistero, un crocifisso scolpito in Baviera, la pala raffigurante la Madonna con Bambino e i Santi Sebastiano, Rocco, Leonardo e Gottardo, l'acquasantiera, opera settecentesca in marmo rosso, e l'organo, risalente al 1753.